# Ядерне роззброєння
Денуклеаризація — зменшення або ліквідація ядерної зброї. Також кінцевий стан світу без ядерної зброї, в якому ядерна зброя повністю усувається. Термін денуклеаризація також використовується для опису процесу, що веде до повного ядерного роззброєння.
Прихильники ядерного роззброєння кажуть, що це зменшить ймовірність виникнення ядерної війни, особливо випадково. 

Противники цієї концепції вказують, що процес ядерного роззброєння може знищити «ефект стримування», який значною мірою утримував світ від війни протягом другої половини XX століття.